# Радево (Варненская область)
Радево (болг. Радево) — село в Болгарии. Находится в Варненской области, входит в общину Аксаково. Население составляет 61 человек.

## Политическая ситуация
Радево подчиняется непосредственно общине и не имеет своего кмета.
Кмет (мэр) общины Аксаково — Атанас Костадинов Стоилов (коалиция в составе 3 партий: Граждане за европейское развитие Болгарии (ГЕРБ), Национальное движение «Симеон Второй» (НДСВ), Союз демократических сил (СДС)) по результатам выборов в правление общины.